# Scandio-winchite
La scandio-winchite (simbolo IMA: Swnc) è un rarissimo minerale del supergruppo dell'anfibolo, all'interno del quale viene collocato nel "gruppo degli anfiboli con W(OH,F,Cl)-dominante" e da lì al sottogruppo degli anfiboli di sodio-calcio dove occupa un posto nel "gruppo contenente la radice winchite nel nome"; essendo un anfibolo, appartiene agli inosilicati e pertanto alla famiglia minerale dei "silicati", e possiede composizione chimica ☐(NaCa)(Mg4Sc)Si8O22(OH)2.
La scandio-winchite è il primo anfibolo con lo scandio dominante e sembra avere una combinazione di elementi "unica" nel suo genere.

## Etimologia e storia
La scandio-winchite deve il proprio nome alla particolare presenza di scandio nella sua composizione e alla propria relazione con la winchite.
Il campione tipo della scandio-winchite è depositato nelle collezioni del Museo Mineralogico dell'Università di Breslavia presso l'omonima città (Polonia) con il numero di catalogo MMUWr IV8118.

## Classificazione
La classica nona edizione della sistematica dei minerali di Strunz, aggiornata dall'Associazione Mineralogica Internazionale (IMA) fino al 2009, non elenca la scandio-winchite, poiché essa è stata approvata dall'IMA nel 2022.
Compare nell'edizione successiva, proseguita dal database "mindat.org" e chiamata Classificazione Strunz-mindat, nella quale la scandio-winchite è elencata nella classe "9. Silicati (germanati)" e da lì nella sottoclasse "9.D Inosilicati"; questa viene suddivisa più finemente in base alla struttura cristallina del minerale, in modo tale che la scandio-winchite possa essere trovata nella sezione "9.DE Inosilicati con catene doppie di periodo 2, Si4O11; clinoanfiboli" dove forma il sistema nº 9.DE.20.

## Abito cristallino
La scandio-winchite cristallizza nel sistema monoclino nel gruppo spaziale C2/m (gruppo nº 12) con i parametri reticolari a = 9,864(2) Å, b = 18,163(3) Å, c = 5,305(2) Å e β = 104,41(3)°, oltre ad avere 2 unità di formula per cella unitaria.

## Origine e giacitura
La scandio-winchite è stata trovata in una pegmatite che taglia le serpentiniti in una zona ricca anche di rodingite; la paragenesi è con numerosi minerali: aikinite, albite, allanite-(Ce), serie della bavenite-bohseite, berillo, biotite, cascandite, cassiterite, clinocloro, clinozoisite, columbite-(Mn), diopside, dravite, epidoto, euxenite-(Y), fersmite, fluorapatite, galena, K-feldspato, minerali del gruppo della microlite, milarite, monazite-(Ce), muscovite, phenakite, minerali del gruppo del pirocloro, quarzo, rhabdophane-(Ce), rhabdophane-(La), rhabdophane-(Nd), spessartina, titanite, tremolite, uraninite, xenotime-(Y) e zircone.
La scandio-winchite è rarissima ed è stata trovata solo nella sua località tipo, la cava di serpentinite di "Jordanów" (50.87111°N 16.83833°E) nel Jordanów Śląski (voivodato della Bassa Slesia, Polonia).

## Forma in cui si presenta in natura
La scandio-winchite è stata trovata in un cristallo subedrale isolato (~20 x 8 µm) e anche in tre aggregati policristallini (di dimensioni massime di 50 µm di diametro) comprendenti cristalli aghiformi con faccia dominante {110}. Il minerale ha lucentezza vitrea ma, a causa delle microscopiche dimensioni dei campioni raccolti, non è possibile stabilire la sua opacità, il suo colore e il suo striscio.